# Bogoumissi
Ne doit pas être confondu avec Boromissi.
Bogoumissi, également appelé Boromissi, est une commune rurale située dans le département de Thion de la province de la Gnagna dans la région de l'Est au Burkina Faso.

## Géographie
Bogoumissi est situé à 3 km au Sud de Thion, le chef-lieu du département, sur la route départementale 144.

## Santé et éducation
Le centre de soins le plus proche de Bogoumissi est le centre de santé et de promotion sociale (CSPS) de Thion.